# 薰倒牛科
薰倒牛科只有1属5种，分布在从希腊但中国的甘肃、青海一带广大地区，多生于高山荒漠、石质山坡和草甸。中国有3种，分布在新疆、西藏、青海、甘肃等地，其中薰倒牛（Biebersteinia heterostemon Maxim.）是中国的特有种。
本科植物为多年生草本，有腺体，有毛，有的品种有香味，有的有臭味；叶为2-3的复合叶，叶柄有托叶；有根茎或块茎；花有的很大，花瓣5；果实为分裂的蒴果。
1981年的克朗奎斯特分类法将其列在牻牛儿苗科，1998年根据基因亲缘关系分类的APG 分类法认为应该单独分出一个科，列在无患子目中。